# إذاعة أبو ظبي

Abu Dhabi Radio

 تأسست إذاعة أبوظبي في 25 فبراير 1969 على يد الشيخ زايد بن سلطان آل نهيان مؤسس دولة الإمارات العربية المتحدة، وهي الإذاعة الرئيسية ما بين شبكة أبوظبي الإذاعية، وتمتلك الإذاعة مكتية إذاعية كبيرة للتسجيلات والبيانات، وتعتبر إذاعة متخصصة في الطرب القديم حالياً وتبث أغاني قديمة لكبار الفنانين العرب والخليجين . وهي الإذاعة الأولى في دولة الإمارات التي تبث هذا النوع من الأغاني وتتخصص فيه، تم إدخال البرامج الرياضية على خارطتها البرامجية من خلال نقل وتحليل مباريات دوري المحترفين ومشاركة المنتخب في جميع محافله. إذاعة أبوظبي إضافة لتخصصها في أغاني الطرب القديم هي المتنفس الرياضي للشعب الإماراتي، تبث أغاني قديمة لكبار الفنانين العرب والخليجين.      

## صوت الملاعب
برنامج تحليلي ينقل يغطي البطولات المحلية لكرة القدم . دوري اتصالات للمحترفين . كاس رئيس الدولة . كاس اتصالات بالاضافه إلى تغطيه مشاركه الفرق الاماراتيه المشاركة في البطولة الاسيويه بالاضافه إلى نقل جميع مباريات النتخب الأول في جميع البطولات الرسميه والوديه، قام بتقديم البرنامج عدد من المذيعين: أولهم عامر سالمين وثم ربيع الشامسي وفيصل بن حريز وعبد الله البلوشي وسيف الصيعري وخالد عبد الرحمن الجنيبي.

## موجات الاذاعة
ابوظبي:90.0 ميغاهرتز و موجة المتوسطة 1060 كيلوهرتز,
دبي,الشارقة,وعجمان:98.4 ميغاهرتز و موجة المتوسطة 970 كيلوهرتز,
العين:99.6 ميغاهرتز و موجة المتوسطة 880 كيلوهرتز,
ام القيوين والفجيرة:106 ميغاهرتز و موجة المتوسطة 870 كيلوهرتز,
راس الخيمة:89.7 ميغاهرتز,و موجة المتوسطة 980 كيلوهرتز.  